# SN 1996bb
SN 1996bb – supernowa typu Ia odkryta 8 października 1996 roku w galaktyce A025706-0242. W momencie odkrycia miała maksymalną jasność 23,60m.